# Extreme Rules (2017)
Extreme Rules (2017) — девятое по счёту шоу Extreme Rules, PPV-шоу производства американского рестлинг-промоушна WWE. Шоу прошло 2 июля 2022 года 4 июня 2017 года на «Роял Фармс-арене» в Балтиморе, Мэриленд, США. Оно состоялось исключительно для рестлеров из бренда промоушена Raw.
В главном событии Самоа Джо победил Романа Рейнса, Сета Роллинса, Финна Балора и Брэя Уайатта в пятистороннем матче по экстремальным правилам, чтобы получить право на матч за титул чемпиона Вселенной WWE на Great Balls of Fire.

## Результаты
| №                                                                                       | Результаты                                                                  | Условия | Время |
| --------------------------------------------------------------------------------------- | --------------------------------------------------------------------------- | --- | ----- |
| 1P                                                                                      | Калисто победил Аполло Крюса (с Тайтусом О'Нилом)                           | Одиночный матч | 9:40  |
| 2                                                                                       | Миз (с Марис) победил Дина Эмброуза (c)                                     | Одиночный матч за титул интерконтинентального чемпиона WWE Если бы Эмброуз был дисквалифицирован, он бы потерял титул. | 20:00 |
| 3                                                                                       | Рич Суонн и Саша Бэнкс победили Алишу Фокс и Ноама Дара                     | Смешанный командный матч                                                                                               | 6:20  |
| 4                                                                                       | Алекса Блисс (с) победила Бэйли                                             | Матч с палкой кэндо за титул чемпиона WWE Raw среди женщин                                                             | 5:10  |
| 5                                                                                       | Сезаро и Шимус победили «Братьев Харди» (Джефф Харди и Мэтт Харди) (с)      | Матч в стальной клетке за титул командных чемпионов WWE Raw                                                            | 15:00 |
| 6                                                                                       | Невилл (c) победил Остина Эйриса                                            | Матч болевых за титул чемпиона WWE в первом тяжёлом весе                                                               | 17:35 |
| 7                                                                                       | Самоа Джо победил Финна Балора, Романа Рейнса, Сета Роллинса и Брэя Уайатта | Пятисторонний матч по экстремальным правилам за матч титул чемпиона Вселенной WWE на Great Balls of Fire               | 29:15 |
| - (ч) – чемпион на начало матча - P – указывает, что матч прошёл на предварительном шоу |                                                                             | |       |